# Castiglione dei Pepoli
Castiglione dei Pepoli là một đô thị ở tỉnh Bologna vùng Emilia-Romagna của Ý, có vị trí khoảng 40 km về phía tây nam của Bologna. Tại thời điểm ngày 31 tháng 12 năm 2004, đô thị này có dân số 6.057 người và diện tích là 65.8 km².
Đô thị Castiglione dei Pepoli có các frazioni (Đơn vị trực thuộc, chủ yếu là các làng) Baragazza, Ca' di Landino, Creda, Lagaro, Rasora, Roncobilaccio, San Giacomo, Sparvo, Spianamento, và Valli.
Castiglione dei Pepoli giáp các đô thị sau: Barberino di Mugello, Camugnano, Firenzuola, Grizzana Morandi, San Benedetto Val di Sambro, Vernio.